# Dragon Kid
Nobuyoshi Nakamura (Tokai, 2 de fevereiro de 1976) é um lutador de wrestling profissional natural do Japão, mais conhecido pelo seu nome no ringue Dragon Kid. Ele atualmente trabalha para a empresa Dragon Gate.
Nakamura se notabilizou por inventar o golpe Dragonrana, um Diving Front Flip Hurricanrana.

## Títulos e prêmios
- Dragon Gate
  - Dragon Gate Open the Brave Gate Championship (2 vezes)[2]
  - Dragon Gate Open the Triangle Gate Championship (5 vezes) - c/ Ryo Saito e Genki Horiguchi (3), Shingo Takagi e Taku Iwasa (1), CIMA e Ricochet (1), K-ness e Masaaki Mochizuki (1), e Big R Shimizu e Masaaki Mochizuki (1)<[2]
  - Open the Twin Gate Championship (3 vezes, atuais) – com PAC, K-ness e Cima

- Pro Wrestling Illustrated
  - PWI o colocou na 160ª posição dos 500 melhores lutadores de 2001[3]

- Toryumon Japan
  - El Numero Uno: 2004[2]
  - NWA World Welterweight Championship (1 vez)[4]
  - UWA World Trios Championship (3 vezes) - com Magnum Tokyo e Ryo Saito (1), com Masaaki Mochizuki e Keni'chiro Arai (1) e com Keni'chiro Arai e Second Doi (1)[5]

- westside Xtreme wrestling
  - wXw World Lightweight Championship (1 vez)[6]

- Wrestling Observer Newsletter
  - 5 Star Match (2006) with Genki Horiguchi and Ryo Saito vs. CIMA, Naruki Doi, and Masato Yoshino (ROH Supercard of Honor, 31 de março)[1]
  - Melhor High Flyer (2001)[1]
  - Melhor Ataque (1999, 2000) Dragonrana[1]
  - Luta do Ano (2006)com Genki Horiguchi e Ryo Saito vs. CIMA, Naruki Doi e Masato Yoshino (ROH Supercard of Honor, 31 de março[1]